# Guido Stampacchia
Guido Stampacchia   (Nàpols, 26 de març de 1922 - 15è districte de París, 27 d'abril de 1978) va ser un matemàtic italià.
Stampacchia va néixer a Nàpolsd en una família protestant per la banda paterna i jueva per la banda materna. El 1940, en acabar els estudis secundaris a Nàpols, va ingressar a la Scuola Normale Superiore de Pisa per estudiar matemàtiques, essent deixeble de Leonida Tonelli. Després d'una interrupció dels estudis per la Segona Guerra Mundial, es va graduar a la universitat de Nàpols el 1945 i els anys següents va ser professor del Istituto Universitario Navale (actual universitat Parthenope) i a la propia universitat de Nàpols. El 1952 guanya per oposició una càtedra a la universitat de Gènova i el 1968 es trasllada a la universitat de Roma La Sapienza. Finalment, el 1970 passar a ser professor a la Scuola Normale Superiore. Va morir el 1978 mentre feia de professor visitant a París.
Stampacchia va publicar una vuitantena d'articles científics sobre càlcul de variacions, equacions diferencials i anàlisi funcional. Entre les seves aportacions més notables es compten un mètode per a resoldre el problema de Dirichlet i el teorema que porta el seu nom.